# عملة خمسين سنت الأسترالية
العملة الأسترالية ذات الاثني عشر وجهًا من فئة الخمسين سنتًا هي ثالث أعلى فئة من العملات في الدولار الأسترالي والأكبر من حيث الحجم في التداول. وهو مساوٍ في الحجم والشكل لعملة جزر كوك فئة 5 دولارات وكلاهما العملات المعدنية الوحيدة ذات الـ12 وجهًا في نصف الكرة الجنوبي. قدمت في عام 1969 ليحل محل العملة المعدنية المستديرة بقيمة خمسين سنتًا والتي صدرت في عام 1966.
كانت العملة الأصلية المستديرة التي تبلغ قيمتها 50 سنتًا مصنوعة من 80% فضة و20% نحاس ولكن مع ارتفاع قيمة سعر الفضة العائمة بحرية أصبحت قيمة السبائك للعملة أكثر قيمة من قيمتها الاسمية لذلك سحبت هذه النسخة من التداول واستبدالها بنسخة من النحاس والنيكل ذات الاثني عشر شكلًا.
إنها أكبر عملة أسترالية من حيث القطر أصدرت حاليًا وثاني أكبر عملة بعد التاج الأسترالي لعام 1937-1938. وهي أيضًا أثقل عملة أسترالية متداولة على نطاق واسع. لقد أصدرت العديد من التصاميم التذكارية حيث يسمح الحجم الكبير بتقديم محتوى مفصل.
بقطر 31.65 مليمتر (1.246 بوصة) عبر الشقق تعد عملة الخمسين سنتًا واحدة من أكبر العملات من حيث الحجم بين تلك المتداولة حاليًا في العالم. إحدى العملات ذات القطر الأكبر هي عملة كوستاريكا الخمسمائة كولون ( 32.9 مليمتر (1.30 بوصة)) الأكبر خمسون فرنكًا (CFP) ( 32.9 مليمتر (1.30 بوصة)) توقف إنتاجه في يناير 2023 بواسطة أف 50 الأصغر ( 24.0 مليمتر (0.94 بوصة)).
العملات المعدنية الصادرة في الأعوام 1986 و1987 و1989 و1990 و1992 والتي تحمل تاريخ 50 سنتًا متاحة فقط في مجموعات دار سك العملةوالتجربة باستثناء عامي 1967 و1968 حيث لا توجد مجموعات سك العملة/التجربة لتلك السنوات ولم تحدث أي إضرابات في التداول أيضًا.
العملات المعدنية من فئة الخمسين سنتًا هي عملة قانونية للمبالغ التي لا تتجاوز 5 دولارات لأي سداد دين.

## وجه العملة
كما هو الحال مع جميع العملات المعدنية في أستراليا يظهر الملك الحاكم على الوجه الأمامي. حتى الآن ظهرت صورتا إليزابيث الثانية وتشارلز الثالث على العملة المعدنية.
على عكس الفئات العشرية الأخرى إستخدم خمس صور مختلفة للملكة على العملات المعدنية بقيمة 50 سنتًا. إستخدم تمثال فريد من نوعه من تصميم فلاديمير جوتوالد في القطعة التذكارية بقيمة خمسين سنتًا للزيارة الملكية عام 2000. هذه هي العملة الأسترالية العشرية الوحيدة التي تحمل وجهًا مصممًا من قبل أسترالي وتحتوي على صورة للملكة والتي لا تُستخدم أيضًا في العملات البريطانية.
وقد ظهرت الصور الأربع الأخرى على جميع الطوائف الحالية في ذلك الوقت : من عام 1966 إلى عام 1984 واحدة لأرنولد ماشين ومن عام 1985 إلى عام 1998 واحدة لرافائيل ماكلوف ومن عام 1999 إلى عام 2019 صورة لإيان رانك برودلي ومنذ عام 2019 صورة لجودي كلارك. أدخلت هذه الصور الشخصية على العملات المعدنية البريطانية في أعوام 1968 و1985 و1998 و2015 على التوالي.

## العملات التذكارية
كانت العملة الأسترالية فئة خمسين سنتًا هي الأولى التي تعرض اختلافًا في التصميم العكسي في عام 1970 لإحياء ذكرى مرور مائتي عام على نزول الملازم جيمس كوك في أستراليا. وتبع ذلك تصميمات أخرى مختلفة حتى تضمنت العملات المعدنية من فئة الدولار الواحد والعشرين سنتًا تصميمات جديدة أيضًا.
| السنة   | الموضوع                                                                                    | ضرب النقود |
| ------- | ------------------------------------------------------------------------------------------ | ---------- |
| 1970    | مُذكرى المئة من رحلة جيمس كوك عام 1770                                                      | 16,500,000 |
| 1977    | الذكرى الـ25 من تولي الملكة إليزابيث الثانية                                               | 25,000,000 |
| 1981    | زواج سليمة الملك الأمير من ويلز و السيدة ديانا سبنسر                                       | 20,000,000 |
| 1982    | بريسبان (بريسبان) ، دورة الكومنولث الثانية عشر                                             | 49,600,000 |
| 1988    | عيد الميلاد الأسترالي                                                                      | 9,000,000  |
| 1991    | الذكرى الـ 25 لعملة العشرية                                                                | 4,700,000  |
| 1994    | السنة الدولية للأسرة                                                                       | 21,300,000 |
| 1995    | الذكرى الخمسين من نهاية الحرب العالمية الثانية - إدوارد "تعب" دانلوبإدوارد دانلوب "المُتعب" | 15,900,000 |
| 1998    | 200 سنة من رحلة باس وفليندرز                                                               | 22,400,000 |
| 2000    | سنة الألفية                                                                                | 16,600,000 |
| 2000    | زيارة الملكة إليزابيث الثانية                                                              | 5,100,000  |
| 2001    | المئة سنة من الاتحاد                                                                       | 43,100,000 |
| 2001    | المئة عام الاتحاد - ACT                                                                    | 2,000,000  |
| 2001    | المئة عام من الاتحاد - نيوز وولندا                                                         | 3,000,000  |
| 2001    | المئة سنة من الاتحاد - جزيرة نورفولك                                                       | 2,200,000  |
| 2001    | المئة سنة من الاتحاد - NT                                                                  | 2,100,000  |
| 2001    | المئة عام الاتحاد - QLD                                                                    | 2,300,000  |
| 2001    | المئة عام الاتحاد - SA                                                                     | 2,400,000  |
| 2001    | المئة عام من الاتحاد - تسمانيا                                                             | 2,200,000  |
| 2001    | المئة سنة من الاتحاد - فيكتوريا                                                            | 2,800,000  |
| 2001    | المئة سنة من الاتحاد - و.او                                                                | 2,400,000  |
| 2002    | عام الخريف                                                                                 | 11,500,000 |
| 2003    | المتطوعون في أستراليا                                                                      | 13,900,000 |
| 2004    | فوز في مسابقة تصميم المدارس الابتدائية (جون سيرانو)                                        | 10,200,000 |
| 2005    | الذكرى الستين من نهاية الحرب العالمية الثانية                                              | 26,600,000 |
| 2005    | فائزة في مسابقة تصميم ألعاب الكومنولث في المدرسة الثانوية (كيلي جست)                       | 20,500,000 |
| 2010    | يوم أستراليا                                                                               | 11,400,000 |
| 2014    | الذكرى الخمسين معهد أسترالي لدراسات السكان الأصليين وجزر مضيق تورس                         | 3,000,000  |
| 2016    | الذكرى الخمسين للعملة العشرية                                                              | 7,000,000  |
| 2017    | الذكرى الخمسين لمجتمع الاستفتاء عام 1967 / الذكرى الـ25 لقرار مابو                         | 1,400,000  |
| 2019    | السنة الدولية للغات الأصلية                                                                | 2,000,000  |
| المرجح: |                                                                                            |            |

## الروابط خارجية
- خمسون سنتًا | دار سك العملة الملكية الأسترالية
- خمسون سنتًا، نوع العملة من أستراليا - نادي العملات على الإنترنت

| سبقه {{{سبقه}}} | {{{العنوان}}} {{{الأعوام}}} | تبعه {{{تبعه}}} |